# MMartan
MMartan é uma rede de lojas de varejo especializada na venda de produtos para cama, mesa e banho. A empresa foi fundada em 1985 em São Paulo, por Marilena Rossini juntamente com suas filhas Marilise e Mariângela.
É uma das empresas mais admiradas pelos colaboradores entre as varejistas de artigo do lar, segundo o IBEVAR.

## História
A MMartan foi criada por Marilena Rossini na década de 1980 quando esta percebeu que no Brasil havia espaço para uma empresa do ramo de cama, mesa e banho. A partir de 1990 a empresa começou a se expandir por outras cidades de São Paulo e posteriormente para outros estados do Brasil, iniciando-se por Minas Gerais, Rio de Janeiro, Goiás, Paraná e pelo Distrito Federal, estando atualmente presente nos 26 estados brasileiros. Em 2002 a empresa tentou internacionalizar a marca abrindo uma filial em Miami, que acabou fechando. Após esta tentativa frustrada, a empresa volta a focar no mercado interno implantando o sistema de franquias em 2003. No ano de 2009 a Coteminas adquiriu 65% da empresa por R$55.000.000,00, passando assim a administrá-la. Um dos atuais planos da Coteminas para a mmartan é a nova tentativa de internacionalizá-la. Atualmente vende diversos produtos como edredons, colchas, lençóis, almofadas, travesseiros, toalhas, roupões, etc..